# Shonan United BC
Lo Shonan United BC (湘南ユナイテッドBC) è una società cestistica avente sede a Fujisawa, in Giappone. Fondata nel 2020, gioca in B.League.

## Storia
Lo Shonan United BC è una squadra di pallacanestro giapponese fondata a Fujisawa nel 2020. Attualmente gioca in B3 League, la terza serie del campionato giapponese di pallacanestro.